# Giovanni Rossi (scrittore)
Giovanni Rossi (Modena, 27 agosto 1974) è uno scrittore, giornalista e critico musicale italiano.
Come scrittore si dedica in particolare a saggi e biografie soprattutto in ambito musicale . Da oltre dieci anni collabora con la casa editrice Tsunami Edizioni, per la quale ha pubblicato la maggior parte delle sue opere.

## Biografia
Dal 2006 al 2009 collabora con il periodico musicale Ritual: Magazine, fondato da Francesco Fuzz Pascoletti, per il quale si è occupato in particolare di interviste e recensioni soprattutto nell'ambito della musica industrial ed elettronica.
Nel 2010 incontra Eugenio Monti e Max Baroni, fondatori di Tsunami Edizioni, editore di Milano specializzato in musica rock, con cui inizia una collaborazione destinata a durare negli anni. L'anno seguente pubblica il suo primo libro, Industrial [r]Evolution, nel quale ripercorre la storia e l'evoluzione della musica industriale intervistando oltre duecento tra artisti, musicisti, compositori ed autori del genere. Nello stesso anno apre il blog omonimo, inizialmente pensato per mettere a disposizione del pubblico il numeroso materiale che non ha trovato collocazione nel libro, e che nel corso degli anni evolverà in uno spazio di riflessione musicale a più ampio raggio. Il blog integra il libro alimentandolo costantemente di nuovi contenuti.
Nel 2012 pubblica Nine Inch Nails - Niente Mi Può Fermare, biografia dei Nine Inch Nails incentrata sull'analisi del percorso musicale del gruppo, ma soprattutto sull'approfondimento della persona di Trent Reznor. Il libro è frutto di una ricerca operata sia tramite la raccolta di materiale sul gruppo, che mediante interviste inedite. Pubblico e critica accolgono molto positivamente il libro, di cui nel 2017 viene ristampata una seconda edizione aggiornata e integrata con gli ultimi sviluppi della carriera di Reznor.
Nell'autunno del 2013 pubblica Roger Waters - Oltre Il Muro, la biografia di Roger Waters, storico bassista e fondatore dei Pink Floyd. Il libro ottiene un grande successo ed è una delle opere più vendute e amate di Rossi. Nel 2019 ne verrà pubblicata una seconda edizione, ampliata e aggiornata con i contenuti più recenti della carriera solista di Waters. Sempre nel 2013 cura la prefazione a Du Hast. La musica dei Rammstein di Kyt Walken.
Nel 2014 pubblica insieme a Kyt Walken Silence Is Sexy - L'Avanguardia degli Einstürzende Neubauten, un saggio che ripercorre la storia del gruppo musicale tedesco e che al tempo stesso si sofferma sullo scenario politico e sociale della Germania pre e post caduta del muro di Berlino. La copertina del libro e le illustrazioni interne sono opera del pittore modenese Andrea Chiesi. Nello stesso anno pubblica Led Zeppelin '71 - La Notte del Vigorelli saggio che racconta dell'unico concerto dei Led Zeppelin in Italia al velodromo Vigorelli di Milano. Al libro, che ripercorre un periodo importante della recente storia italiana, vengono dedicati numerosi approfondimenti da parte dei media.Nel 2021 ne verrà pubblicata una nuova edizione, ampliata con un corredo fotografico completamente inedito.
Dal dicembre 2014 collabora al blog culturale Atmosphereblog.com, per il quale ha pubblicato monografie di Nine Inch Nails, Einstürzende Neubauten, How To Destroy Angels, Throbbing Gristle, Tool, Saul Williams e Rammstein.
Nel 2016 esce Epic - Genio e follia di Mike Patton, saggio sul vocalist americano Mike Patton che per molto tempo ha vissuto anche in Italia, e che ne ripercorre la carriera solista e quella in formazioni quali Faith No More, Mr.Bungle, Fantomas, Tomahawk e Peeping Tom. Nello stesso anno il libro viene premiato al MEI di Faenza come libro indie dell'anno.
Nel 2017 collabora con Claudio Simonetti alla scrittura della sua biografia ufficiale, Il Ragazzo d'argento, una vita con i Goblin la musica, il cinema. La biografia ripercorre l'intera carriera di Simonetti, dalla formazione dei Goblin alle colonne sonore per i film di Dario Argento, alla composizione di Gioca Jouer.Nello stesso anno cura per Agenzia Alcatraz la pubblicazione Pertini.101 pillole di saggezza, raccolta di 101 frasi del Presidente della Repubblica Italiana Sandro Pertini.
Nel 2018 cura per Agenzia Alcatraz la pubblicazione di Wojtyla. 101 pillole di saggezza raccolta di frasi di San Giovanni Paolo II e la versione italiana di Kim Jong-un Pensieri, parole, opere e omissioni di Hans Regel. Il libro contiene una selezione di dichiarazioni rilasciate da Kim Jong-un nel corso della sua carriera politica. Sempre nello stesso anno collabora con i Disciplinatha per la biografia ufficiale del gruppo Disciplinatha - Tu meriti il posto che occupi edito da Tsunami Edizioni. L'opera in edizione numerata esce solo nel circuito diretto dell'editore, con la grafica esclusiva di Simone Poletti e numeroso materiale fotografico inedito della band; nel 2021 ne verrà stampata una versione per le librerie. Sempre nel 2018, inizia a collaborare con Metal Hammer Italia. L'anno seguente pubblica per Battei Editore Niccolò Paganini. Storia e storie: le mani, la cucina, la massoneria, saggio dedicato alla vita di Niccolò Paganini e in particolare alla sua permanenza a Parma, fino agli anni della morte e della sepoltura presso il capoluogo emiliano.
Nel 2021 pubblica per Tsunami Edizioni Animals, il lato oscuro dei Pink Floyd, libro a metà tra il romanzo storico e il saggio, che ottiene ottime recensioni e una forte risonanza a livello nazionale. Nel 2022 è la volta di Marilyn Manson. Il rock è morto, sempre per Tsunami Edizioni, la biografia di Marilyn Manson che riceve ottimi riscontri di pubblico e critica. Nello stesso anno partecipa alla pubblicazione del numero 1 di Hardware, periodico di Tsunami Edizioni dedicato all'heavy metal, con un approfondimento su Pushead. Alla fine del 2022 pubblica Rock WC - 200 storie rock per i momenti di relax, una raccolta di storie musicali che spaziano nell'universo rock. 
Nel 2023 pubblica un nuovo saggio sui Pink Floyd, Atom Heart Mother - il cuore nuovo dei Pink Floyd, che ripercorre uno dei momenti cruciali nella storia del gruppo inglese, un album che segna molti record per la band. Il libro viene presentato nel corso della serata inaugurale di Controtempi, manifestazione organizzata a Parma in occasione della celebrazione dei 50 anni della pubblicazione di The Dark Side Of The Moon.
A ottobre 2023 inizia a collaborare con la testata giornalistica AI NEWS dedicata al mondo dell'intelligenza artificiale curando la sezione lavoro.
Da molti anni porta avanti un'attività divulgativa sulle tematiche del mondo del rock con incontri e conferenze dedicate ad artisti tra cui Pink Floyd, Queen, Vasco Rossi, Beatles, Led Zeppelin, Giacomo Puccini, Niccoló Paganini, Nine Inch Nails.

## Opere
- Industrial [r]Evolution, 2011, ISBN 978-88-96131-28-2
- Nine Inch Nails - Niente Mi Può Fermare, 2012, ISBN 978-88-96131-47-3
- Roger Waters - Oltre Il Muro, 2013, ISBN 978-88-96131-56-5
- Silence Is Sexy - L'Avanguardia degli Einstürzende Neubauten  ISBN 978-88-96131-56-5
- Led Zeppelin '71 - La Notte del Vigorelli ISBN 978-8896131671
- Epic - Genio e follia di Mike Patton ISBN 978-8896131862
- Claudio Simonetti - Il ragazzo d'argento, una vita con i Goblin, la musica, il cinema ISBN 978-8894859065
- Pertini. 101 pillole di saggezza ISBN 978-8885772014
- Wojtyla. 101 pillole di saggezza ISBN 978-8885772069
- Kim Jong-un Pensieri, parole, opere e omissioni ISBN 978-8885772045
- Disciplinatha - Tu meriti il posto che occupi ISBN 978 8894859133
- Niccolò Paganini. Storia e storie: le mani, la cucina, la massoneria
- Animals, il lato oscuro dei Pink Floyd ISBN 978-8894859447
- Marilyn Manson. Il rock è morto ISBN 978-8894859584
- Hardware numero1
- Rock WC - 200 storie rock per i momenti di relax ISBN 978-8894859669
- Atom Heart Mother - Il cuore nuovo dei Pink Floyd ISBN 978-8894859706

## Video
Video teaser Nine Inch Nails - Niente mi può fermare
Video teaser Led Zeppelin '71 - La notte del Vigorelli
Video teaser Roger Waters - Oltre il Muro.
Presentazione Feltrinelli Parma Animals - Il lato oscuro dei Pink Floyd
Presentazione Musicologia col martello
Tu meriti il posto che occupi: la storia dei Disciplinatha
Pino Scotto presenta Nine Inch Nails - Niente mi può fermare
Rock the Bio - Mike Patton
Rock the Bio - Animals